# Soerinder Rambocus

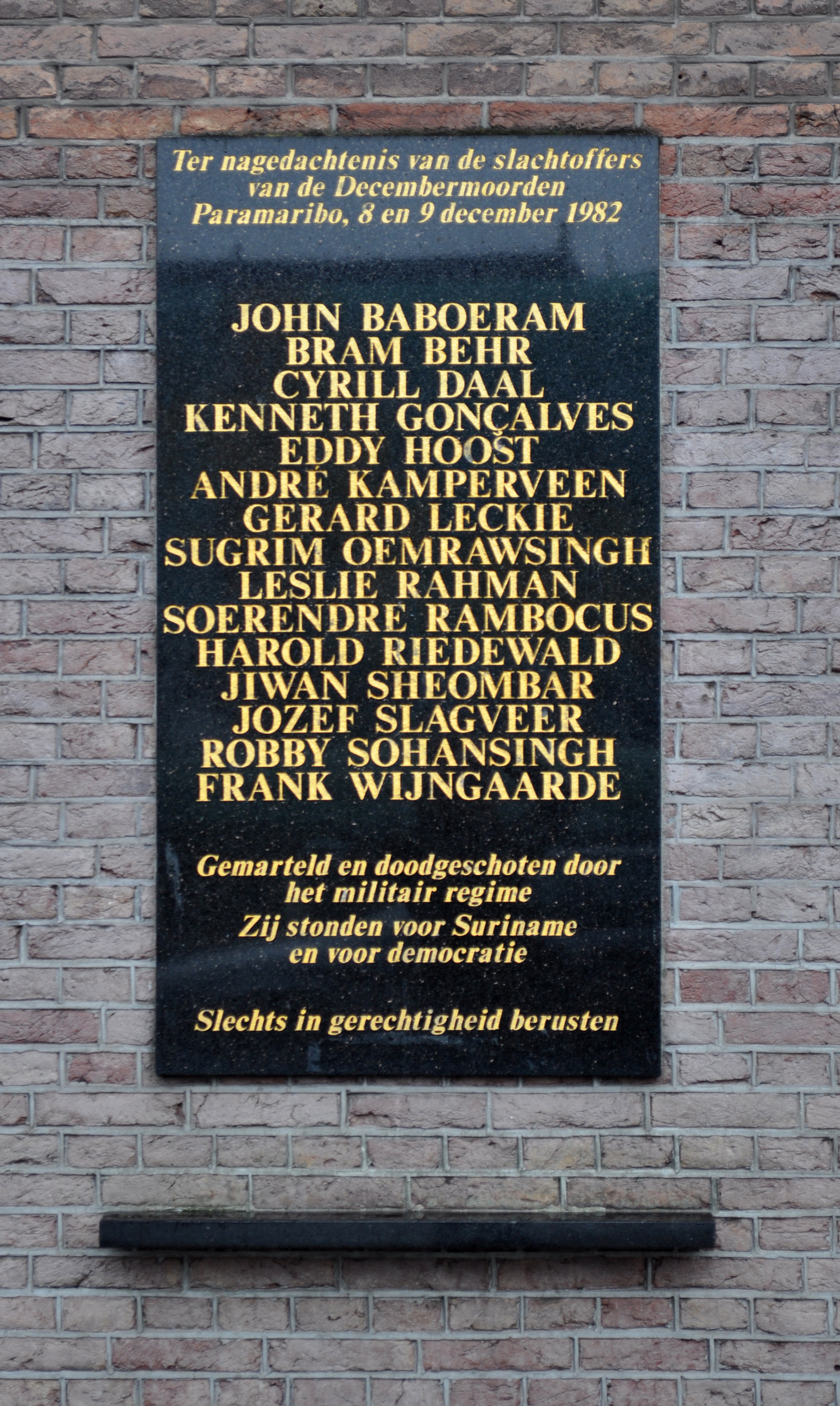
Herdenkingsplaquette in Amsterdam met de namen van de slachtoffers van de Decembermoorden

Surendra Sradhanand (Soerinder) Rambocus (Nickerie, 5 mei 1953 – Paramaribo, 8 december 1982) was een Surinaams militair. Hij was het brein achter de naar hem genoemde coup van maart 1982 tegen toenmalig dictator van Suriname Desi Bouterse, en werd hiervoor tijdens de Decembermoorden geëxecuteerd.

## Biografie
Rambocus werd geboren in het district Nickerie. Hij volgde de Koninklijke Militaire Academie in Breda en studeerde af op een scriptie over een staatsgreep. Vervolgens werd hij luitenant in het Nationale Leger van Suriname.
In 1980 zetten 16 onderofficieren van dit leger de toenmalige regering-Arron af. Er volgde een militaire dictatuur, onder leiding van sergeant Desi Bouterse. Rambocus was op het moment zelf geen lid van deze groep van coupplegers, maar kreeg wel sympathie voor de actie en werd door het militaire gezag uiteindelijk zelfs benoemd tot eerste man van het Nationale Leger. Rambocus werd na verloop van tijd echter steeds kritischer jegens het regime en moest zijn positie weer opgeven. Hij vertrok vervolgens voor korte tijd naar Nederland.
Terug in Suriname pleegde Rambocus op 11 maart 1982, samen met de door hem bevrijde sergeant-majoor Wilfred Hawker, een tegencoup (de Rambocuscoup). Ze noemden zichzelf de Nationale Bevrijdingsraad. Toen een van hun mensen overliep naar de kant van Bouterse werden de samenzweerders gearresteerd. Hawker werd geëxecuteerd; Rambocus evenals zijn ondergeschikte Jiwansingh Sheombar werden opgesloten in Fort Zeelandia. Er volgde een proces, waarin de advocaten mr.  Baboeram, mr. Hoost, mr. Riedewald, mr. Düttenhofer en mr. Tjon A Paw betoogden dat de tegencoup van Rambocus niet onwettig kon zijn, omdat het regime-Bouterse zelf langs niet-wettige weg aan de macht was gekomen (zie Sergeantencoup). De krijgsraad veroordeelde hem desondanks tot twaalf jaar gevangenisstraf.
In de nacht van 7 op 8 december 1982 werden diverse personen door de soldaten van Bouterse gevangengenomen en naar Fort Zeelandia gebracht, onder wie de advocaten Baboeram,  Gonçalves, Hoost, en Riedewald. Ook Rambocus werd vanuit zijn cel in de Memre Boekoe-kazerne opgehaald en naar Fort Zeelandia overgebracht. Rambocus zou Bouterse aldaar, ten overstaan van bijna alle oorspronkelijke plegers van de Sergeantencoup, ter verantwoording hebben geroepen voor zijn daden, en hem hebben uitgedaagd om zowel hem als Bouterse zelf een Uzi te geven, waarna beiden het geschil zouden kunnen uitvechten zonder dat onschuldigen erbij betrokken waren. Dit werd hem echter geweigerd, en op 8 december werden Rambocus, Sheombar en de vier gearresteerde advocaten te Fort Zeelandia gemarteld en vermoord. Ook een vakbondsleider, een zakenman, enkele universiteitsdocenten en journalisten werden omgebracht. In totaal vielen er vijftien slachtoffers. Deze gebeurtenissen staan bekend als de Decembermoorden. Volgens sommige getuigen die tussen 10 en 13 december in het mortuarium van het Academisch Ziekenhuis waren geweest en het lijk van Rambocus hadden gezien, was de tong van Rambocus afgesneden. Ook zou hij fysieke littekens van uitgedrukte sigarettenpeuken in het gezicht hebben.
Op 23 maart 2012 verklaarde Ruben Rozendaal, ook verdachte in het proces aangaande de Decembermoorden, onder ede voor de krijgsraad dat Desi Bouterse destijds persoonlijk Rambocus en Cyrill Daal had vermoord.
Soerinder Rambocus was de broer van onder anderen de Nederlandse politica Nirmala Rambocus. Zij hield in 1993 een toespraak bij de onthulling van het Monument ter nagedachtenis aan slachtoffers van schending van mensenrechten vanaf 25 februari 1980. In haar toespraak riep ze op om de Decembermoorden (1982) te onderzoeken en de daders te berechten. Verder was hij een broer van de Surinaams/Nederlandse welzijnswerker Sewsahai Rambocus (1945-2004), de arts en rechtsgeleerde Dewdath Rambocus en onderwijshistoricus Lila Gobardhan-Rambocus.
Rambocus werd op 13 december 1982 begraven op de begraafplaats Sarwa Oedai te Paramaribo.